# Lucanica mochena di cavallo
La lucanica mochena di cavallo è un salume italiano, tipico della Val dei Mocheni, in provincia di Trento, a base di carne di cavallo e di maiale. È riconosciuta quale prodotto agroalimentare tradizionale del Trentino-Alto Adige.

## Preparazione
La lucanica mochena di cavallo viene preparata con carne di cavallo e carne di maiale (in rapporto 51-49) macinata, insaporita con sale, aglio, pepe nero e pimento. Dopo l'insaccaggio e una fase di asciugatura di due giorni, viene stagionata in un apposito locale per 30-40 giorni, a 15 °C e l'80% di umidità.